# ريناتو ميدييروس
ريناتو ميدييروس هو لاعب كرة قدم برازيلي في مركز الوسط، ولد في 4 فبراير 1982 في برازيليا في البرازيل. لعب مع بورتوغيزا سانتيستا ونادي بونتي بريتا ونادي ساو باولو ونادي صنعت نفط عبادان ونادي مسقط.

## وصلات خارجية
- ريناتو ميدييروس على موقع دوري كوريا الجنوبية (الإنجليزية)
- ريناتو ميدييروس على موقع قاعدة بيانات كرة القدم.إي يو (الإنجليزية)
- ريناتو ميدييروس على موقع Soccerway.com (الإنجليزية)